# كارلوس ألميدا
كارلوس ألميدا مواليد 24 سبتمبر 1976 في لواندا، هو لاعب كرة سلة أنغولي. بدأ مسيرته الاحترافية في سنة 1987. يلعب في الدوري الأنغولي لكرة السلة. مثّل منتخب بلاده. شارك في دورة الألعاب الأولمبية الصيفية سنة 2000. حقق المركز الأول في بطولة أمم أفريقيا لكرة السلة 1999. اعتزل اللعب في 2014.

## سجل المنافسة
شارك في المنافسات التالية:
- الألعاب الأولمبية الصيفية 2004
- الألعاب الأولمبية الصيفية 2008

## الميداليات
| الميدالية | المسابقة                          |
| --------- | --------------------------------- |
| ذهبية     | بطولة أمم أفريقيا لكرة السلة 1999 |
| ذهبية     | بطولة أمم أفريقيا لكرة السلة 2001 |
| ذهبية     | بطولة أمم أفريقيا لكرة السلة 2003 |
| ذهبية     | بطولة أمم أفريقيا لكرة السلة 2005 |
| ذهبية     | بطولة أمم أفريقيا لكرة السلة 2007 |
| ذهبية     | بطولة أمم أفريقيا لكرة السلة 2009 |
| ذهبية     | بطولة أمم أفريقيا لكرة السلة 2013 |

## روابط خارجية
- كارلوس ألميدا على موقع الاتحاد الدولي لكرة السلة (الإنجليزية)
- كارلوس ألميدا على موقع كرة السلة الأوروبية.كوم (الإنجليزية)
- كارلوس ألميدا على موقع ريلجم (الإنجليزية)
- كارلوس ألميدا على موقع بروبوليرز (الإنجليزية)
- كارلوس ألميدا على موقع سبورتس رفرنس (الإنجليزية)
- كارلوس ألميدا على موقع أوليمبيديا (الإنجليزية)